# مشهد اردهال

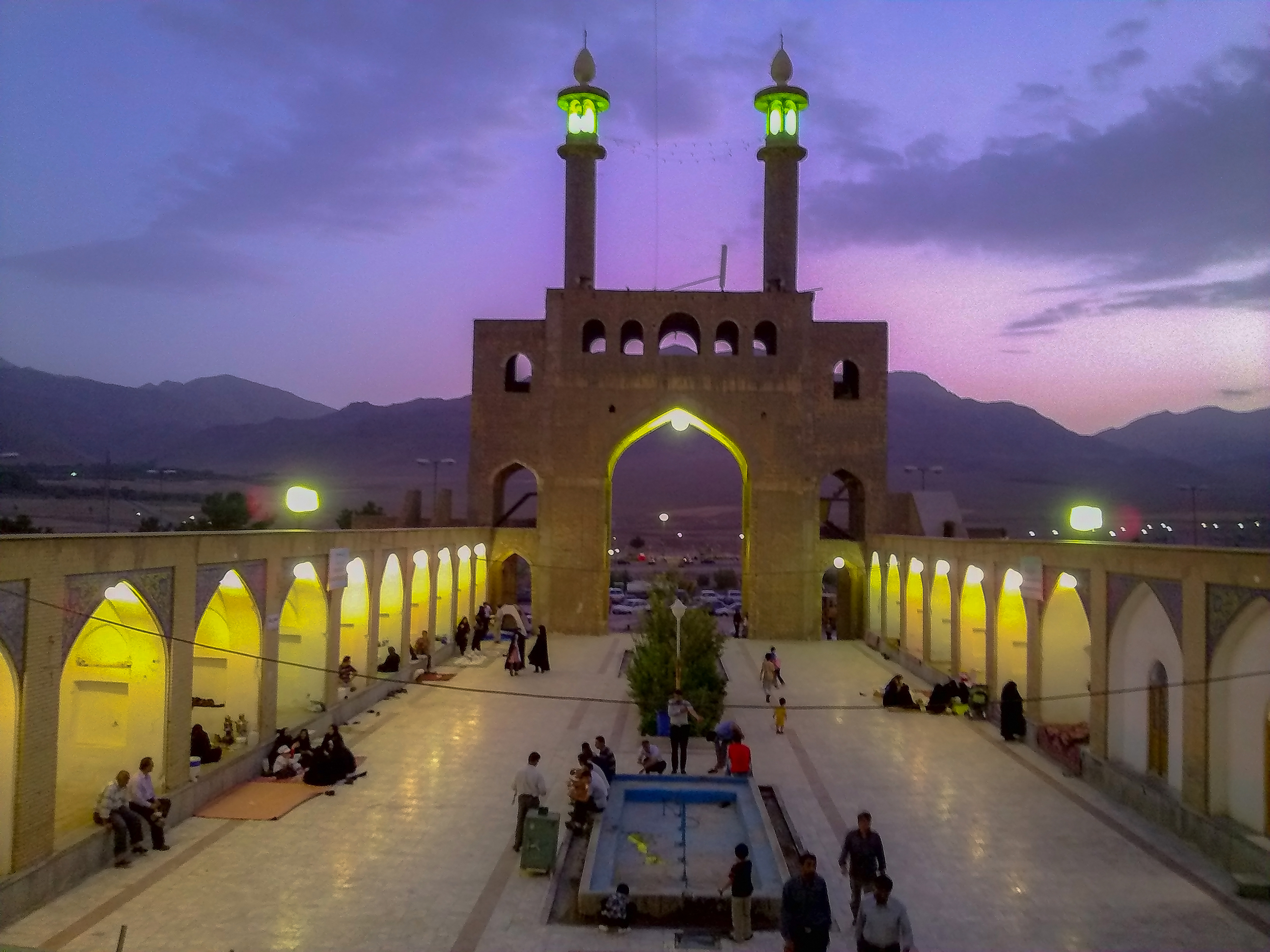
نمایی از امامزاده سلطانعلی ابن امام محمد باقر

مَشهَد اَردهال روستایی در 165 کیلومتری شهر اراک ، در 37 کیلومتری شرق شهر دلیجان استان مرکزی در ایران است. فاصله هوایی مشهد اردهال تا کاشان ۳۲ کیلومتر، تا دلیجان ۳۳ کیلومتر است. این روستا در میان افراد محلی به مشهد قالی نیز مشهور است.
مشهد اردهال، در همسایگی دامنهٔ شمال شرقی قلهٔ اردهال که بلندترین ارتفاع ناحیهٔ باستانی اردهال کاشان است، جای گرفته‌است.
در این محل بنای امامزاده سلطانعلی فرزند محمد باقر پیشوایِ پنجم شیعیان قرار دارد.

## تاریخچه

مهمانسرای مشهد اردهال

مردم فین کاشان در سال ۱۱۳ (قمری) قاصدی را به نام عامر بن ناصر فینی به مدینه نزد امام محمد باقر علیه السلام فرستاده بودند و از او درخواست پیشوا یا مبلغ دینی را داشتند. فرزند خود سلطانعلی برادر امام جعفر صادق  علیه السلام را رهسپار ایران و شهر کاشان کرد. امامزاده به کاشان رسید و در محله فین بزرگ ساکن شد و تابستان‌ها به دلیل گرمی هوا به منطقه اردهال می‌رفت. چند سالی اوضاع بدین صورت بود تا اینکه امامزاده سلطانعلی از نفوذ زیادی در بین مردم برخوردار گشت و این باعث ترس حاکم اردهال که زرین کفش نام داشت شد. وی سپاهی را برای قتل سلطان‌علی به منطقه می‌فرستد و او سرانجام در یک جنگ نابرابر که ۳ روز طول کشید، همراه یارانش در منطقه ییلاقی اردهال به شهادت می‌رسند. محل دقیق کشته شدن در دربند ازناوه است که با نام قتلگاه در منطقه شناخته می‌شود.
مردم فین پس از شنیدن خبر سراسیمه به طرف اردهال حرکت می‌کنند، ولی زمانی می‌رسند که وی شهید شده‌است، آنها او را در قالی می‌پیچند و در نهر آبی که در آن نزدیکی است، غسل می‌دهند و دفن می‌کنند. از آن زمان تاکنون همه ساله در دومین جمعه مهر ماه و با حضور هزاران نفر از مردم فین کاشان آیین سنتی مذهبی قالیشویان در این شهر برگزار می‌شود. چوب‌هایی که افراد در دومی جمعه مهر ماه هر سال به دست می‌گیرند دو روایت دارد. اول اینکه برای شستن قالی‌ها در مشهد اردهال به کار می‌رود و دوم اینکه افراد آنها را به نشانه خونخواهی به دست می‌گیرند.
هر ساله در هفته دوم مهر که به هفته پایان برداشت محصولات کشاورزی در بین کشاورزان معروف است از روستاهای اطراف کاشان، محلات و دلیجان، و شهرهای تهران و … کشاورزان و زوار برای بزرگداشت سالگرد کشته شدن سلطانعلی بن محمد باقر به مشهد اردهال می‌آیند و با حضور ده ها نفره خود، در مراسم قالیشویان شرکت می‌کنند. این مراسم تنها مراسم مذهبی در ایران است که بر اساس تقویم هجری شمسی و بر اساس سال کشاورزی برگزار می‌شود.
از آنجایی که مردم کاشان مردمی شهید پرور بودند، همیشه از معصومین درخواست نائب می‌کردند و پس از فرستادن نائب، ایشان را به شهادت میرساندند و برایشان بارگاه و زیارتگاه می‌ساختند؛ از این رو وقتی در بام شهر قرار بگیرید متوجه میشوید در شب بسیار چراغ های سبز رنگ در سطح شهر دیده می‌شوند که همگی مربوط به امامزاده ای می‌باشد و باتوجه وسعت بسیار کم این شهر، این حجم از امامزادگان و بارگاه و به شهادت رساندن ها و دسیسه ها برای فرزندان ائمه بسیار عجیب است؛ گرچه با توجه به سیاست زن_پرستی در استان اصفهان و تمام شهرستان های مشمول این استان، این اتفاقات کاملا منطقی و عاقلانه دیده می‌شود. به امید روزی که مردم تمام جهان همدیگر را همانند یک دیار و یک نسل ببینند و یک نسل خود را از دیگری برتر نداند که همانا این طرز تفکر یهود و حرامزادگانی همانند اسرائیل است.
در روایات امامان شیعه از این منطقه به وردهار نیز یاد شده‌است. سهراب سپهری شاعر معاصر ایران نیز در زیارتگاه این شهر دفن شده‌است.

## جاذبه‌های دیدنی
جاذبه‌های دیدنی و جاهای دیدنی دیدن مراسم قالی‌شویان می‌باشد که هر سال در نزدیک‌ترین جمعه هر ماه برگزار می‌شود. به دو دلیل روز جمعه را انتخاب می‌کنند: اول اینکه این روز مقدس می‌باشد و دوم اینکه این روز تعطیل می‌باشد و افراد بیشتری می‌توانند به این محل سفر کنند. مراسم قالی‌شویان، و سوگ واری‌ها به شکلی عجیب، با چوب‌هایی که در دست دارند، و با حسین حسین گویان، قالی‌هایی که در حرم پهن می‌شوند را به کنار چشمه می‌برند و چنین نمایان می‌کنند که آن را غسل می‌دهند و قالی را به حرم برمی‌گردانند.
این قالی، نشان از قالی می‌باشد که حضرت سلطان علی را پس از شهادت در ان گذاشتند و به محل دفن برده‌اند. وجود این نشانه، با توجه به جایگاه مهم قالی‌بافی در کاشان، اهمیت ویژه‌ای دارد.
مردم کاشان، روستای مشهد اردهال را به نام روستای جوشن (جوشق) می‌شناسند که در سال های اخیر به عنوان روستای نمونه گردشگری ایران معرفی شده است . شغل اکثر مردم اردهال کشاورزی، دامداری و قالی‌بافی می‌باشد.

## آرامگاه سهراب سپهری
از دیگر جاهای این روستا آرامگاه سهراب سپهری، شاعر نام‌آشنای کاشانی می‌باشد که در صحن امامزاده سلطان علی‌ابن محمدباقر در روستای مشهد اردهال واقع شده‌است، این امامزاده در ۴۲ کیلومتری غرب کاشان قرار گرفته‌است. سالانه علاقه‌مندان به این شاعر بزرگ وبرای بازدید از مقبرهٔ او و قرائت فاتحه‌ای به این مکان می‌آیند